# 張恂
張恂（1617年—1689年），字穉恭，号壶山， 陕西泾阳县人，清初官员。

## 生平
崇祯十六年（1643年）中式癸未科進士，观政京师。随即避兵祸，隐居太行山。清顺治二年（1645年）至扬州。顺治十二年（1655年）以献画得到顺治帝赏识，赐内阁中书。顺治十四年（1657年）因北闱科场案牵连，流放尚阳堡。
康熙元年（1662年）赎归，在扬州以卖画为生。晚年返回关中，与李因笃、宋振麟等人交游。有《樵山堂集》。

## 家族
祖上为盐商，在扬州有产。